# Shibata Keita
Shibata Keita (japanisch 柴田 桂太; geboren 20. September 1877 in Tokio; gestorben 19. November 1946) war ein japanischer Biochemiker.

## Leben und Wirken
Shibata Keita war ältester Sohn des Apothekers Shibata Shōkei (柴田 承桂; 1850–1910). 1899 machte Keita seinen Abschluss an der Fakultät für Botanik der Fakultät für Naturwissenschaften der Kaiserlichen Universität Tokio. Er beschäftigte sich dann mit der morphologischen Forschung an Bambus und trug zur Etablierung der Gattung Sasa (笹) bei. 1907 wurde er Dozent an der 1. Oberschule, und nachdem er von 1908 bis 1909 als Professor an der Kaiserlichen Universität Tōhoku gearbeitet hatte, wurde er 1910 Dozent an der Fakultät für Naturwissenschaften seiner Alma Mater.
Im selben Jahr ging Shibata nach Deutschland, um Pflanzenphysiologie bei Wilhelm Pfeffer an der Universität Leipzig und organische Chemie bei Martin Freund (1863–1920) am Senckenberg-Institut in Frankfurt zu studieren. Zurück in Japan 1912 wurde er Assistenzprofessor und wirkte als Professor von 1917 bis zu seinem Ruhestand 1938. In dieser Zeit legte er in Japan die Grundlagen der Pflanzenphysiochemie und -biochemie und war Pionier auf vielen Gebieten. 1922 gründete er die „Acta Phytokimika“, eine europäische Zeitschrift zur Pflanzenphysiologie.
Nach seiner Pensionierung leitete Shibata das „Iwata-Institut für Pflanzenphysiologie“ (岩田植物生理化学研究所, Iwata shokubutsu rikagaku kenkyūsho). Er zeitweilig Mitglied des „Tokugawa-Instituts für biologische Forschung“ (徳川生物学研究所, Tokugawa seibutsu kenkyūjo) und wurde während des Zweiten Weltkriegs 1941 Direktor des „Forschungsinstituts für Ressourcenwissenschaft“ (資源科学研究所, Shigen kagakukenkyūjo). Zu seinen Forschungsleistungen gehören Forschungen über Flavonkörper in Pflanzen, 1918 ausgezeichnet mit dem „Imperial Prize“ (恩賜賞, Onshi-shō) der Akademie der Wissenschaften, Chemotaxis von Brachsenkräutern, Blütenpigmente, Polysaccharide, Proteinstruktur, Atmung und Stoffwechsel von Mikroorganismen. Es gibt viele Gebiete der biochemischen Forschung, wie z B. Cytochrome, Wachstumsfaktoren und Photosynthese, auf denen Shibata tätig war.
Shibata ist gemeinsam mit dem japanischen Botaniker Makino Tomitarō Erstbeschreiber der Gattung Sasa Makino & Shibata, 1901, einer Gattung aus dem Tribus Arundinarieae in der Familie der Süßgräser (Poaceae), Unterfamilie Bambus (Bambusoideae).
Er wurde unter der Präsidentschaft des Schweizer Physiologen Emil Abderhalden als Mitglied der Sektion Botanik in die Deutsche Akademie der Naturforscher Leopoldina aufgenommen.
Shibata beeinflusste unter anderem die Zellbiologen Tamiya Hiroshi (1903–1984), Ogura Yasuyuki (小倉 安之; 1910–1983), Usami Shōichirō (宇佐美 正一郎; 1913–1995), Okunuki Kazuo  (奥貫 一男; 1907–1999), Yamaguchi Seizaburō (山口 清三郎; 1907–1953), Hattori Shizuo (服部 静夫; 1902–1970). Der Pharmazeut Shibata Shōji (1915–2016) war sein Sohn.